# Leuconotopicus
Genre
Leuconotopicus est un genre d'oiseaux de la famille des Picidés originaire d'Amérique du Nord et du Sud.

## Liste des espèces
Selon la classification de référence du Congrès ornithologique international (version 6.4, 2016) :
- Leuconotopicus borealis — Pic à face blanche (Vieillot, 1809)
- Leuconotopicus fumigatus — Pic enfumé (d'Orbigny, 1840)
  - Leuconotopicus fumigatus oleagineus (Reichenbach, 1854)
  - Leuconotopicus fumigatus sanguinolentus (Sclater, PL, 1859)
  - Leuconotopicus fumigatus reichenbachi (Cabanis & Heine, 1863)
  - Leuconotopicus fumigatus fumigatus (d'Orbigny, 1840)
  - Leuconotopicus fumigatus obscuratus (Chapman, 1927)
- Leuconotopicus arizonae — Pic d'Arizona (Hargitt, 1886)
  - Leuconotopicus arizonae arizonae (Hargitt, 1886)
  - Leuconotopicus arizonae fraterculus (Ridgway, 1887)
- Leuconotopicus stricklandi — Pic de Strickland (Malherbe, 1845)
- Leuconotopicus villosus — Pic chevelu (Linnaeus, 1766)
  - Leuconotopicus villosus septentrionalis (Nuttall, 1840)
  - Leuconotopicus villosus picoideus (Osgood, 1901)
  - Leuconotopicus villosus harrisi (Audubon, 1838)
  - Leuconotopicus villosus terraenovae (Batchelder, 1908)
  - Leuconotopicus villosus villosus (Linnaeus, 1766)
  - Leuconotopicus villosus orius (Oberholser, 1911)
  - Leuconotopicus villosus monticola (Anthony, 1898)
  - Leuconotopicus villosus leucothorectis (Oberholser, 1911)
  - Leuconotopicus villosus audubonii (Swainson, 1832)
  - Leuconotopicus villosus hyloscopus (Cabanis & Heine, 1863)
  - Leuconotopicus villosus icastus (Oberholser, 1911)
  - Leuconotopicus villosus intermedius (Nelson, 1900)
  - Leuconotopicus villosus jardinii (Malherbe, 1845)
  - Leuconotopicus villosus sanctorum (Nelson, 1897)
  - Leuconotopicus villosus extimus (Bangs, 1902)
  - Leuconotopicus villosus piger (Allen, GM, 1905)
  - Leuconotopicus villosus maynardi (Ridgway, 1887)
- Leuconotopicus albolarvatus — Pic à tête blanche (Cassin, 1850)
  - Leuconotopicus albolarvatus albolarvatus (Cassin, 1850)
  - Leuconotopicus albolarvatus gravirostris (Grinnell, 1902)